# 嘎瓦
嘎瓦（？年—？年），又名達西嘎瓦，額濟納舊土尔扈特特別旗人。為額濟納舊土爾扈特旗扎薩克王府要員。民國37年（1948年）在蒙古額濟納旗選區當選第一屆立法委員。

## 生平[1][2]
- 額濟納扎薩克旗梅林章京、防守司令部秘書處少校秘書
- 國立額濟納旗小學教育長[3]
- 1943年10月10日，中國國民黨額濟納舊土爾扈特特別旗區黨部組織委員會委員[4]
- 民國卅七年（1948年），當選第一屆立法委員，不克赴南京出席立法院會議，達瓦遞補當選出席[5][6]
- 防守司令部軍需處中校主任[7]
- 1949年11月，任額濟納旗自治區人民政府一科（民政）科長[8]
- 1956年4月，任巴彥浩特蒙族自治州人民委員會委員[9]
- 1956年12月，任巴彥淖爾盟人民委員會委員[10]
- 曾任巴彥淖爾盟林業局副局長，此后事迹不详